# Flacq
Flacq is een district in het oosten van Mauritius. Het district is net geen 300 vierkante kilometer groot en telde anno 2000 bijna 127.000 inwoners. De hoofdstad van het district is Centre de Flacq.

## Grenzen
Als oostelijk district heeft Flacq een kustlijn:
- Met de Indische Oceaan ten oosten.

Flacq heeft nog vier grenzen met andere districten:
- Rivière du Rempart in het noorden.
- Pamplemousses in het uiterste noordwesten.
- Moka in het westen.
- Grand Port in het zuiden.